# 告白 CONFESSION (漫画)
『告白 CONFESSION』（コンフェッション）は、原作：福本伸行、作画：かわぐちかいじによる日本の漫画作品。講談社『ヤングマガジンアッパーズ』に連載された。単行本は全1巻（講談社）。
ある「告白」を機に、極限の状況下に置かれた2人の男を描く。
2024年に実写映画化された。

## あらすじ
J大学の山岳部OBである浅井と石倉はたった2人で、仲間達と2年ごとに登るのが恒例の山、標高3000m級の尾張山を登っていた。今回に限って、他の面々が都合がつかなくなったからだ。だが、2人は吹雪で視界を失い、石倉は足を踏み外して転落しかけた際に片足を強打し、骨折してしまう。本来宿泊する予定だった第3山小屋は近いはずだが、吹雪のせいで影も形も見えない。
そんな中、自らの死を覚悟した石倉は、浅井に「かつて事故死したとされる山岳部のメンバーの女性、さゆりを自分が殺した」と告白する。長年罪悪感を抱えて苦しんでいた石倉は、告白を終えて晴れやかな表情をする。その直後、吹雪が弱くなったのに気付いた浅井が辺りを見渡すと、そこには目指していた第3山小屋があった。
浅井は石倉を背負って山小屋に入り、ポケットに入っていたわずかな小銭で、山小屋の公衆電話から救助を要請する。限られた通話時間の中、浅井は助けを呼ぶことには成功した。だが、助かった石倉は、自らが殺人者であると告白したことへの後悔が芽生えていた。
閉ざされた山小屋の中で、石倉が浅井の命を狙い始めたことから、階段とハシゴを使った経路を延々と逃げ回ることになる。幸い石倉は脚を怪我していたことから、逃げ回ることは容易だと思っていたが、次第に高山病によって浅井の視力が奪われていく。

## 登場人物
浅井
石倉とはJ大学の学生時代からの友人であった。石倉からさゆりを殺した告白を聞いたことで、彼の運命は狂わされる。
石倉
浅井と共に登った尾張山で足を踏み外し、片足骨折と出血という大怪我をする。吹雪に包まれる中、かつてさゆりを殺したことを告白する。
西田さゆり
浅井や石倉と同じJ大山岳部のメンバーで、2人の共通の知人であった女性。2人を含めた山岳部のメンバーと共に登山中、行方不明となり、数ヵ月後に遺体が発見され、当局は事故死として処理する。しかし、死の真相は事故などではなかった。

## 書誌情報
- 原作：福本伸行・作画：かわぐちかいじ『告白 コンフェッション』 講談社〈アッパーズKC〉、全1巻
  1. 2001年1月23日発売 ISBN 4-06-346093-2
- 原作：福本伸行・作画：かわぐちかいじ『告白 コンフェッション』 講談社〈講談社漫画文庫〉、全1巻
  1. 2007年12月21日発売 ISBN 978-4-06-370517-1

## 映画
2024年5月31日に公開。監督は山下敦弘、主演は生田斗真とヤン・イクチュン。PG12指定。
原作では罪を告白するのは石倉という日本人だが、ヤン・イクチュンの起用に伴い、韓国人留学生のジヨンに設定が変更されている。

### キャスト
- 浅井啓介：生田斗真
- リュウ・ジヨン：ヤン・イクチュン
- 西田さゆり：奈緒[2]

### スタッフ
- 原作：福本伸行、かわぐちかいじ『告白 コンフェッション』（講談社『ヤンマガKC』刊）
- 監督：山下敦弘
- 脚本：幸修司、高田亮
- 音楽：宅見将典
- 主題歌：マキシマム ザ ホルモン「殺意vs殺意（共犯：生田斗真）」[3][4]
- 製作：宮川朋之、小林智、依田巽、永山雅也、高見洋平、中村浩子
- エグゼクティブプロデューサー：小川英洋、田中智則、松下剛
- チーフプロデューサー：小西福太郎、高橋亮
- プロデューサー：佐治幸宏、山邊博文
- アソシエイトプロデューサー：松崎薫、根岸洋之
- 撮影：木村信也
- 照明：石黒靖浩
- 録音：反町憲人
- 美術：清水剛
- 装飾：石田満美
- スタイリスト：黒田匡彦
- ヘアメイク：飯干美紀
- 特殊メイク・造形：中田彰輝
- スタントコーディネーター：富田稔
- 編集：今井大介
- サウンドデザイン：浅梨なおこ
- VFX：桑原雅志
- スクリプター：佐山優佳
- 助監督：安達耕平
- 制作担当：日出嶋伸哉
- アシスタントプロデューサー：前田月
- 配給：ギャガ
- 制作プロダクション：ギークサイト
- 製作幹事：日本映画放送、NTTドコモ
- 製作：『告白 コンフェッション』製作委員会（日本映画放送、NTTドコモ、ギャガ、日活、講談社、ストームレーベルズ）

## 朗読劇
2025年6月25日から6月29日まで、I'M A SHOWで上演予定。

### キャスト
- 6月25日公演[6]
  - 浅井：入野自由、伊東健人
  - 石倉：加藤和樹

- 6月26日公演
  - 浅井：逢坂良太
  - 石倉：櫻井孝宏

- 6月27日公演
  - 浅井：萩谷慧悟、加藤和樹
  - 石倉：佐藤拓也、浪川大輔

- 6月28日公演
  - 浅井：山下大輝
  - 石倉：山口勝平

- 6月29日公演
  - 浅井：下野紘
  - 石倉：三木眞一郎

### スタッフ
- 原作：福本伸行、かわぐちかいじ『告白 コンフェッション』（講談社『ヤンマガKC』）
- 脚本・演出：西田大輔